# Наша республика
Наша республика (англ. - Our Republic) — это общественная организация, целью которой является отмена британский монархии и продвижение идей республиканизма в Шотландии.

## История создания
Истоки шотландского республиканизма уходят к эпохе образования личной и политической унии с Англией, закончившейся подписанием Договора об Унии 1706 года и созданием королевства Великобритания. Но еще до этого процесса, кризис верховной власти в Шотландии вылился в гражданскую войну 1644—1647гг, в результате которой противники абсолютизма (пресвитериане, ковенантеры) одержали значительную поведу и укрепили позиции парламента Шотландии.
В ходе референдума о независимости Шотландии в 2014 году отношение населения и правящих партий было неоднозначным. За четыре дня до референдума королева Елизавета II посоветовала шотландцам «тщательно подумать о будущем», а в ноябре 2022 года Верховный суд Великобритании запретил шотландцам проводить референдум о независимости. При этом, опрос общественного мнения в 2022 г. показал, что лишь 45% шотландцев поддерживают сохранение монархии в стране.
Таким образом, уже в 2021 году активистами из разных политических партий и движений Шотландии была создана очередная республиканская организация. Яркими моментами её деятельности стали проведение антимонархических семинаров и манифестаций.